# SK Zandbergen
SK Zandbergen was een Belgische voetbalclub uit Zandbergen bij Geraardsbergen. De club sloot in 2003 aan bij de KBVB en kreeg stamnummer 9433 toegewezen.
In 2020 nam de club ontslag uit de KBVB.

## Geschiedenis
SK Zandbergen sloot in 2003 aan bij de KBVB.
Tussen 1945 en 1956 was met FC De Zandstar Zandbergen al eerder een club uit het dorp bij de KBVB aangesloten. Deze club speelde in dezelfde kleuren als SK Zandbergen.
In 2016 promoveerde SK Zandbergen naar Derde Provinciale. Aanvankelijk had men het daar erg moeilijk, maar in het laatste seizoen uit het bestaan eindigde de club op een vijfde plaats.
De club stopte in 2020 door een gebrek aan vrijwilligers om de club draaiende te houden. Financiële problemen waren er niet .